# Ceiba trischistandra
Ceiba trischistandra là một loài thực vật có hoa trong họ Cẩm quỳ. Loài này được (A.Gray) Bakh. mô tả khoa học đầu tiên năm 1924.